# Велика лазня (Мохенджо-Даро)

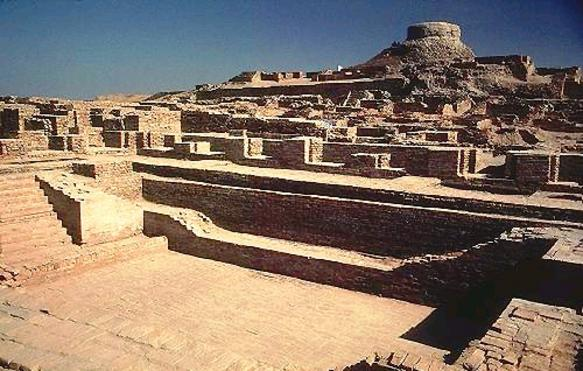
Велика Лазня була знайдена в 1926 році під час археологічних розкопок.

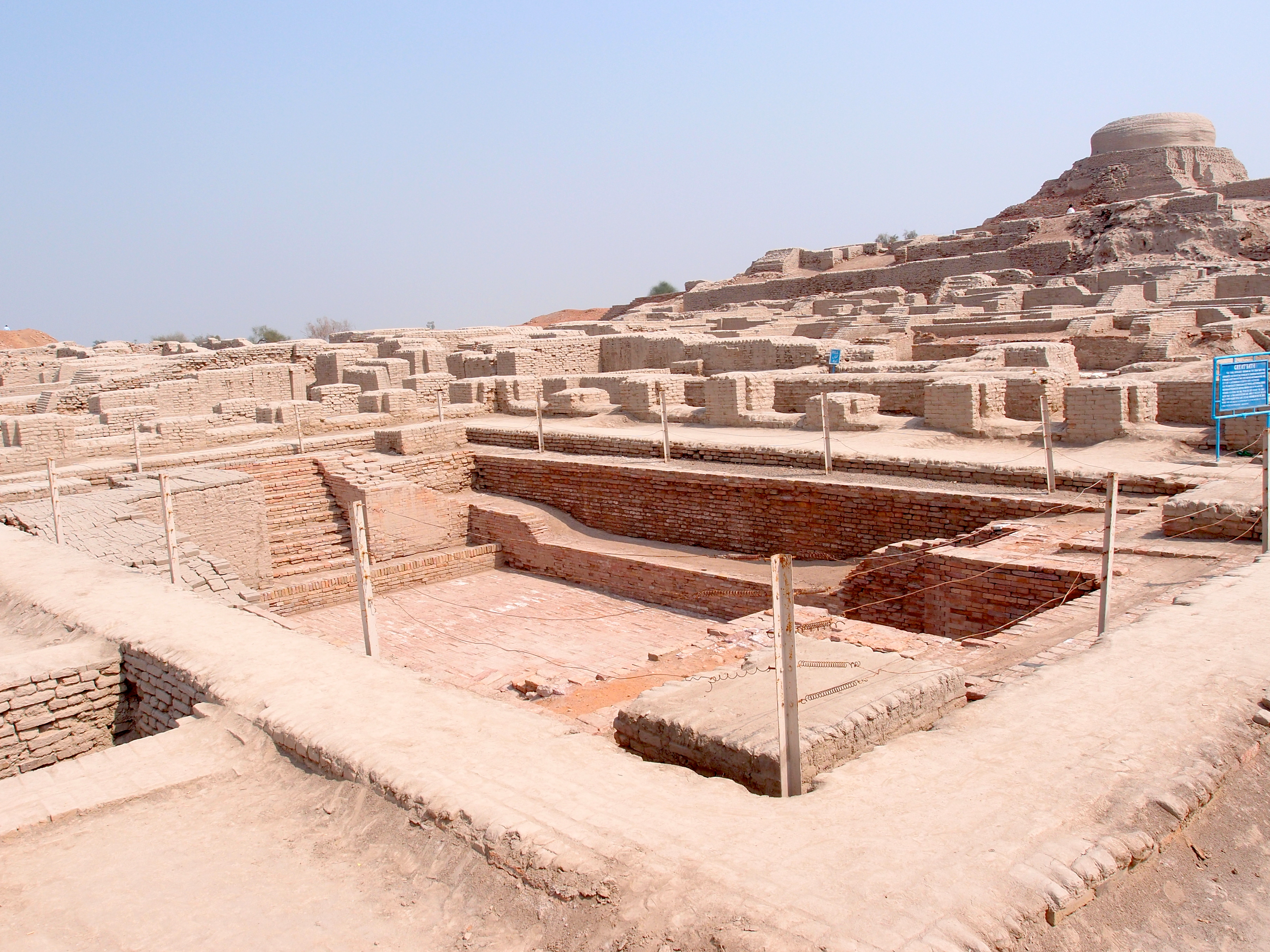
Вигляд з іншого боку.

Велика лазня — одна з найбільш видатних споруд, що залишилися з руїн Індської цивілізації. Розкопана в Мохенджо-Даро — місті, що розташоване в Пакистані, у провінції Сінд З археологічних досліджень відомо, що Велика лазня була збудована в 3 тисячолітті до н. е., після побудови цитаделі, на якій вона знаходиться..

## Особливості
Споруду ще називають «найдавнішим резервуаром для води в стародавньому світі». Її розміри приблизно 12 на 7 метрів, із максимальною глибиною 2.4 метри. Із двох боків розташовані два види широких сходів, одні на північ, інші — на південь. Вони слугують входом до лазні. Виступ висотою 1.4 метри простягається на всю ширину лазні, яка знаходиться внизу. Було знайдено отвір в одному кінці ванни, який, можливо, використовували для зливу використаної води.
Підлога лазні була водонепроникною за рахунок гарно підігнаної цегли, покладеної по краю з використанням гіпсової штукатурки. Бокові стінки також були споруджені за аналогічним принципом. Аби зробити резервуар більш водонепроникним, по боках та, можливо, на дно басейну клали товстий шар асфальту. Цегляні колонади були знайдені на східних, північних і південних краях споруди. Збережені колони мали ступінчасті краї, які могли втримувати дерев'яні ширми або віконні рами. Два типи дверей ведуть у комплекс із півдня; був ще інший доступ: із півночі та сходу. Декілька кімнат були розташовані на східній околиці споруди та в одній кімнаті був колодязь, який доставляв воду, необхідну для наповнення резервуара. Є припущення, що дощова вода також могла збиратися з такою ж метою. Однак, не було знайдено жодних вхідних стоків. Можливо, було збудовано великий басейн із водонепроникної цегли.
Більшість науковців вважає, що резервуар міг використуватися для особливих релігійних заходів, де вода використовувалася для очищення та відновлення благополуччя тих, хто приймав ванну.

### Університет священників
По вулиці вздовж Великої лазні була розташована велика споруда з великою кількістю кімнат, трьома верандами та двома типами сходів, які вели на верхній поверх та дах. Враховуючи розміри та сусідство з Великою лазнею, цю споруду умовно називають Будинком священників або «Університетом священників».